# Punta Arenas (Vieques)
Punta Arenas es un barrio ubicado en la isla-municipio de Vieques perteneciente al estado libre asociado de Puerto Rico. En el Censo de 2010 no tenía habitantes.

## Geografía
Punta Arenas se encuentra ubicado en las coordenadas 18°6′27″N 65°34′7″O / 18.10750, -65.56861. Según la Oficina del Censo de los Estados Unidos, Punta Arenas tiene una superficie total de 12.31 km², de la cual 8.32 km² corresponden a tierra firme y (32.41%) 3.99 km² es agua.

## Demografía
Según el censo de 2010, no había personas residiendo en Punta Arenas.